# Amphoe Nong Chik
Amphoe Nong Chik (thailändisch อำเภอ หนองจิก) ist ein Landkreis (Amphoe – Verwaltungs-Distrikt) in der Provinz Pattani. Die Provinz Pattani liegt im Südosten der Südregion von Thailand am Golf von Thailand.

## Geographie
Benachbarte Landkreise und Gebiete sind (von Osten im Uhrzeigersinn): die Amphoe Mueang Pattani, Yarang, Mae Lan und Khok Pho in der Provinz Pattani sowie Amphoe Thepha in der Provinz Songkhla. Im Norden liegt der Golf von Thailand.

## Geschichte
Nong Chik war eine der sieben Stadtstaaten (Mueang), in die das Königreich Pattani Anfang des 19. Jahrhunderts aufgeteilt wurde, um die Macht des oft rebellischen Sultans von Pattani zu brechen. Die Verwaltung lag zunächst im Tambon Nong Mai im Landkreis Yarang, 1901 wurde sie jedoch nach Tu Yong verlegt, wo sie sich noch heute befindet.
Da das Verwaltungsgebäude des Bezirks in Tuyong lag, wurde der Bezirk 1917 in Tuyong umbenannt. 
1938 wurde er wiederum in seinen historischen Namen Nong Chik umbenannt.

## Sehenswürdigkeiten
- Ratchadaphisek-Strand (หาดรัชดาภิเษก) – Sandstrand etwa 2 km nördlich der Kreishauptstadt. Am Rand des Strandes spenden Kiefern Schatten.

## Verkehr
- Der Flughafen von Pattani (Bo Thong Airport) liegt im Landkreis Nong Chik.
- Der Asian Highway 18 sowie die Route 42 und Route 43 durchqueren den Landkreis.
- Nächster Bahnhof an der Südbahn, die Bangkok mit Malaysia verbindet befindet sich in Pattani.

## Verwaltung

### Provinzverwaltung
Amphoe Nong Chik ist in 12 Unterbezirke (Tambon) eingeteilt, welche weiter in 74 Dorfgemeinschaften (Muban) unterteilt sind.
| Nr. | Name          | Thai      | Dörfer | Einw.  |
| --- | ------------- | --------- | ------ | ------ |
| 01. | Ko Po         | เกาะเปาะ  | 3      | 03.551 |
| 02. | Kholo Tanyong | คอลอตันหยง | 8      | 05.625 |
| 03. | Don Rak       | ดอนรัก     | 7      | 05.264 |
| 04. | Dato          | ดาโต๊ะ     | 5      | 02.805 |
| 05. | Tuyong        | ตุยง       | 8      | 12.514 |
| 06. | Tha Kamcham   | ท่ากำชำ    | 7      | 06.965 |
| 07. | Bo Thong      | บ่อทอง     | 9      | 11.447 |
| 08. | Bang Khao     | บางเขา    | 7      | 07.617 |
| 09. | Bang Tawa     | บางตาวา   | 2      | 03.478 |
| 10. | Pulo Puyo     | ปุโละปุโย   | 7      | 07.376 |
| 11. | Yabi          | ยาบี       | 6      | 03.709 |
| 12. | Lipa Sa-ngo   | ลิปะสะโง   | 5      | 03.232 |

### Lokalverwaltung
Es gibt zwei Kleinstädte (Thesaban Tambon) im Landkreis:
- Bo Thong (เทศบาลตำบลบ่อทอง) besteht aus dem gesamten Tambon Bo Thong und Teilen des Tambon Kayu Boko,
- Nong Chik (เทศบาลตำบลหนองจิก) besteht aus Teilen des Tambon Tu Yong.

Außerdem gibt es elf „Tambon-Verwaltungsorganisationen“ (TAO, องค์การบริหารส่วนตำบล) für die Tambon oder die Teile von Tambon im Landkreis, die zu keiner Stadt gehören.